# Síndrome da Mulher Branca Desaparecida
A Síndrome da Mulher Branca Desaparecida (SMBD), é uma frase usada por cientistas sociais para descrever a extensa cobertura da mídia, especialmente na televisão, sobre casos de desaparecimento de mulheres e jovens brancas, de classe média alta, normalmente atraentes. Os sociólogos definem o fenômeno da mídia, com o foco indevido em mulheres e meninas brancas, de classe média alta, que desaparecem, com o grau desproporcional de cobertura que recebem se comparados aos casos de mulheres desaparecidas de outras etnias e classes sociais, ou com o desaparecimento de homens de todas as classes sociais e etnias. A âncora da PBS, Gwen Ifill, é tida como sendo a autora da frase.